# ハルル樹木 (商業施設)
ハルル樹木（ハルルじゅもく）は、青森県弘前市にある複合商業施設。鉄骨造平屋建て。

## 沿革
- 2016年（平成28年）12月7日 - ホームセンター「サンデー 弘前樹木店」を核テナントとして開業[3]。
- 2017年（平成29年）
  - 1月20日 - 食品スーパーマーケット「さとちょう 樹木店」が開店（桔梗野店の移転）[4]。
  - 9月15日 - TSUTAYA 弘前樹木店が開店[5]。
- 2023年（令和5年）
  - 5月7日 - TSUTAYA 弘前樹木店が閉店[5]
  - 7月20日 - TSUTAYA跡にサンドラッグ弘前樹木店が開店。
  - 10月20日 - 運営会社佐藤長の経営破綻により、さとちょう樹木店が閉店[6]。
- 2024年（令和6年）10月18日- さとちょう跡に食品スーパーマーケット「ユニバース樹木店」が桔梗野店から移転する形で開店[7][8][9]。

## テナント一覧
営業時間や定休日などは公式サイトを参照のこと。
- サンデー 弘前樹木店（2016年12月7日開店[3]）
- ユニバース 樹木店（2024年10月18日開店[8][9]）
- プランタン フローリア（2017年1月21日開店）
- アイサポ 弘前樹木店（2020年9月25日開店）
- サンドラッグ 弘前樹木店（2023年7月20日開店）

### かつて存在した店舗
- さとちょう 樹木店（2017年1月20日開店[4]、2023年10月20日閉店[7]）
- TSUTAYA 弘前樹木店（2017年9月15日開店[5]、2023年5月7日閉店[5]）

## 交通アクセス

### 鉄道
- 弘南鉄道大鰐線 「弘前学院大前駅」から徒歩16分

### バス
- 弘南バス茂森線・宮園〜南高校線「緑ヶ丘」から徒歩1分